# Saint-Appolinard, Isère
Saint-Appolinard là một xã của tỉnh Isère, thuộc vùng Rhône-Alpes, đông nam nước Pháp.